# Naira nata
Naira nata là một loài ruồi trong họ Tachinidae.